# No. 2 Flying Training School RAF
Ecole de pilotage n°2 (RAF)
Le No. 2 Flying Training School RAF ou 2 FTS  est ne école de pilotage (FTS) de la Royal Air Force (RAF). Elle fait partie du No. 22 Group RAF (en) qui dispense une formation au vol de planeur aux cadets de la Royal Air Force (RAFAC). Son siège social est situé au RAF Syerston dans le Nottinghamshire et le vol à voile a lieu à partir de plusieurs sites à travers le Royaume-Uni en utilisant le Grob Viking T1. La Central Gliding School (en) de la RAF est également sous son commandement.

## Historique

### Unités subordonnées
Les unités constituants l'École de pilotage n°2 du No. 22 Group RAF (en).
- Central Gliding School – RAF Syerston
- No. 614 Volunteer Gliding Squadron RAF (en) –MDP Wethersfield (non-volant)
- No. 615 VGS – Kenley Airfield (non-volant)
- No. 621 Volunteer Gliding Squadron (en) – RAF Little Rissington
- No. 622 VGS – RAF Upavon
- No. 626 VGS – RNAS Predannack (non-volant)
- No. 632 VGS – RAF Tern Hill
- No. 637 VGS – RAF Little Rissington
- No. 644 VGS – RAF Syerston
- No. 645 VGS – RAF Topcliffe
- No. 661 VGS – RAF Kirknewton